# Liste der Kulturdenkmäler in Mittenaar
Die folgende Liste enthält die in der Denkmaltopographie ausgewiesenen Kulturdenkmäler auf dem Gebiet  der Gemeinde Mittenaar, Lahn-Dill-Kreis, Hessen.
Hinweis: Die Reihenfolge der Denkmäler in dieser Liste orientiert sich zunächst an Ortsteilen und anschließend der Anschrift, alternativ ist sie auch nach der Bezeichnung, der vom Landesamt für Denkmalpflege vergebenen Nummer oder der Bauzeit sortierbar.
Kulturdenkmäler werden fortlaufend im Denkmalverzeichnis des Landes Hessen durch das Landesamt für Denkmalpflege Hessen auf Basis des Hessischen Denkmalschutzgesetzes (HDSchG) geführt. Die Schutzwürdigkeit eines Kulturdenkmals hängt nicht von der Eintragung in das Denkmalverzeichnis des Landes Hessen oder der Veröffentlichung in der Denkmaltopographie ab.

## Kulturdenkmäler nach Ortsteilen

### Ballersbach
| Bild             | Bezeichnung              | Lage | Beschreibung | Bauzeit                              | Objekt-Nr. |
| ---------------- | ------------------------ | --- | --- | ------------------------------------ | ---------- |
| Ehemalige Schule | Ehemalige Schule         | Alt-Seiferweg 1 LageFlur: 28, Flurstück: 1/5 | Inschriftlich 1907 datierter Schulbau. Als Schulneubau aus der Zeit um 1900 und durch den Versuch, sich in Material und Konstruktion den bäuerlichen Bautraditionen anzupassen, ist der Bau geschichtlich und auch künstlerisch von Bedeutung und deshalb Kulturdenkmal. Kulturdenkmal aus geschichtlichen und künstlerischen Gründen. | Um 1900                              | 133137 DDB |
| Backhaus         | Backhaus                 | Backhausweg LageFlur: 5, Flurstück: 130 | In Bruchstein errichteter Bau, Fenster- und Türgewände in Werkstein. Der längsrechteckige Bau wird von einem Satteldach abgeschlossen; der Eingang liegt auf der Giebelseite, auf der rückwärtigen Seite befindet sich der Backofen. Im Giebel unterhalb des Rundfensters ein Stein mit Datierung 1853. Kulturdenkmal aus geschichtlichen Gründen. | 1853                                 | 133139 DDB |
| Pfarrhaus        | Pfarrhaus                | Backhausweg 3 LageFlur: 4, Flurstück: 76/2 | Traufständiger zweigeschossiger Fachwerkbau der Zeit um 1800; er liegt nordwestlich des Kirchhofs diesem schräg gegenüber. Der Bau besitzt eine umlaufend profilierte Schwelle über einem gering vorkragenden Geschossversatz. Die Eckständer besitzen Rundstäbe als Schmuckform. Als Pfarrhaus und Fachwerkbau der Zeit um 1800 Kulturdenkmal aufgrund seiner geschichtlichen Bedeutung. Kulturdenkmal aus geschichtlichen Gründen. | Um 1800                              | 133138 DDB |
| weitere Bilder   | Evangelische Pfarrkirche | Hohler Weg LageFlur: 4, Flurstück: 86/2 | Im Kern spätromanische Chorturmanlage aus dem dritten Viertel des 13. Jh. Die Kirche wurde 1914–16 umgestaltet. Im Westen wurde ein neuer, gegen das Schiff eingezogener, tonnengewölbter Altarraum errichtet; der ehemalige Altarraum im Erdgeschoss des Chorturmes mit Kreuzgratgewölbe und Sitznischen wurde zur Eingangshalle. Ferner wurde die südliche Längswand abgebrochen und ein Seitenschiff ergänzt, das im äußeren Erscheinungsbild mit zwei Zwerchhäusern an das Satteldach des älteren Schiffes anschließt. Bei der Umgestaltung 1914–16 wurden spätgotische Wandmalereien der zwei ten Hälfte des 15. Jh. freigelegt: auf der Nordwand befindet sich eine Darstellung der Verkündigung, der Geburt Christi, der Anbetung der Hl. Drei Könige und des Hl. Christophorus. Die zweite, obere Bildreihe der Nordwand mit der Darstellung der Erschaffung des Menschen, des Sündenfalls und der Vertreibung aus dem Paradies wurde auf die Ostwand mit dem Triumphbogen übertragen. Die Malereien der abgebrochenen Südwand (Kreuztragung, Vorbereitung zur Kreuzigung) wurden im neuen Westchor angebracht. Im Kern mittelalterlicher Bau mit wertvoller Ausmalung. Kulturdenkmal aus geschichtlichen und künstlerischen Gründen. | Drittes Viertel des 13. Jahrhunderts | 133140 DDB |
| Bild gesucht BW  | Sachgesamtheit Eisenbahn | Niedersbach, Vor dem kalten Born, Ober der Mühl, Neue Straße, In der Wallbornau, Gewerbeparkstraße, Auf der Au, Alstedstraße LageFlur: 38, 39, Flurstück: 111, 117, 119, 123, 160, 161/1, 161/4, 41, 35, 36, 37, 38/1, 38/2 | |                                      | 953322 DDB |

### Bellersdorf
| Bild                    | Bezeichnung             | Lage                                           | Beschreibung | Bauzeit | Objekt-Nr. |
| ----------------------- | ----------------------- | ---------------------------------------------- | --- | ------- | ---------- |
| Alte Schule mit Betsaal | Alte Schule mit Betsaal | Wetzlarer Straße 12 LageFlur: 7, Flurstück: 60 | Einziges öffentliches Gebäude in dem abgelegenen Weiler Bellersdorf. Ein wertvoller Sichtfachwerkbaukörper in konstruktiv guter Nadelholzkonstruktion von 1861 mit Glockendachreiter. Kulturdenkmal aus geschichtlichen, künstlerischen und städtebaulichen Gründen. | 1861    | 133141 DDB |

### Bicken
| Bild             | Bezeichnung              | Lage | Beschreibung | Bauzeit              | Objekt-Nr. |
| ---------------- | ------------------------ | --- | --- | -------------------- | ---------- |
| Fachwerkgebäude  | Fachwerkgebäude          | Burggasse 4 LageFlur: 22, Flurstück: 84, 86/1                                                                              | Zweigeschossiges Fachwerkgebäude mit reichgeschnitztem Geschossübergang an der Traufseite. Im Rahm der Traufseite Inschrift und Datierung: WIR BAUEN AUF DIESER ERDE SCHÖN UND FEST UND SIND DARIN SEHR FREMDE GAST .. . ANNO SALUTIS NOSTRE 1612. Kulturdenkmal aus geschichtlichen Gründen. | 1612                 | 133142 DDB |
| Fachwerkbau      | Fachwerkbau              | Burggasse 5 LageFlur: 22, Flurstück: 83/1                                                                                  | Giebelständiger zweigeschossiger Fachwerkbau mit reichem barocken Gefüge. Traufseite mit zwei Feuerböcken mit Wappen. In der Schwelle Inschrift und Datierung: 17TEN JUNI 1772, WER GOTT VERTRAUT HAT WOHL GEBAUT IM HIMMEL UND AUF ERDEN. Die Schwelle der rückwärtigen Traufe mit Inschrift ähnlichen Inhalts und derselben Datierung. Kulturdenkmal aus geschichtlichen Gründen. | 1772                 | 133143 DDB |
| Fachwerkscheune  | Fachwerkscheune          | Burggraben LageFlur: 22, Flurstück: 105/1                                                                                  | Fachwerkscheune mit Stall aus dem 18. Jh. mit sehr gut erhaltenem konstruktivem Gefüge; die horizontalen Balken sind profiliert, über dem Torsturz Feuerbock und diagonale Streben als Schmuckform. Der Bau liegt an der Ecke zur Burggasse und ist Teil der kranzartigen Umbauung des Kirchhofes. Kulturdenkmal aus geschichtlichen und städtebaulichen Gründen. | 18. Jahrhundert      | 133145 DDB |
| Fachwerkbau      | Fachwerkbau              | Burggraben 4 LageFlur: 22, Flurstück: 20                                                                                   | Zweigeschossiger, durch leichte Verdrehung markant im Straßenraum gelegener giebelständiger Fachwerkbau. Vollkommen verkleidet, weist er die Proportionen eines Baus der Zeit um 1700 auf. Im Giebel offenbar noch vollkommen unverändert, ist ein intaktes Fachwerkgefüge der Entstehungszeit zu erwarten. Kulturdenkmal aus geschichtlichen und städtebaulichen Gründen. | Um 1700              | 133144 DDB |
| Fachwerkbau      | Fachwerkbau              | Burggraben 15 LageFlur: 22, Flurstück: 119                                                                                 | Zweigeschossiger giebelständiger Fachwerkbau, die nördliche Traufseite mit vollständig erhaltenem Gefüge der Zeit um 1700: im Erdgeschoss mit hohen Fußstreben, im Obergeschoss ungestörte Mannfiguren, Geschossüberstand mit profilierter Schwelle über gering vorkragenden Balkenköpfen. Kulturdenkmal aus geschichtlichen Gründen. | Um 1700              | 133146 DDB |
| Fachwerkscheune  | Fachwerkscheune          | Burggraben 17 LageFlur: 22, Flurstück: 101/3                                                                               | Traufständige Fachwerkscheune wohl noch des 18. Jh. mit seitlich gelegenem Scheunentor und massivem Stalluntergeschoss. Neben der Bedeutung als besondere Form bäuerlicher Wirtschaftsbauten ist auch die Inschrift wertvoll: HANS STEUBING WERCKMEISTER DEN 20TEN JUNI DIESEN BAW AUFGESCHLAGEN ANNO DOMINI... Der Bau ist Teil der kranzartigen Umbauung des Kirchhofes. Kulturdenkmal aus geschichtlichen und städtebaulichen Gründen. | Ende 18. Jahrhundert | 133147 DDB |
| Eisenbahnbrücke  | Eisenbahnbrücke          | Eisenbahn LageFlur: 24, 32, Flurstück: 318/3, 398/1                                                                        | Dreibogiger Sandsteinviadukt von 1901 (Scheitelhöhe 5,20 m) über K 59 und Gettenbachtal. Kulturdenkmal aus geschichtlichen Gründen. | 1901                 | 161990 DDB |
| Bild gesucht BW  | Sachgesamtheit Eisenbahn | Eisenbahn, Untig dem Dorf, Schulstraße LageFlur: 24, 25, 32, 33, 35, Flurstück: 318/3, 273, 398/1, 176/2, 53/1, 56/1, 56/2 | |                      | 953323 DDB |
| weitere Bilder   | Evangelische Pfarrkirche | Hauptstraße LageFlur: 22, Flurstück: 97/1                                                                                  | Der Bau ist noch von seinem ursprünglichen Hof umgeben, Teile der Ummauerung sind in dessen nördlichem Teil erhalten. Im Osten der Kirche mittelalterlicher Chorturm mit verschiefertem Glockengeschoss und Spitzhelm von 1559. Das sich anschließende Schiff mit verschiefertem Walmdach wurde 1756 als Saalbau errichtet. Im Inneren dreiseitige, querorientierte Emporen auf gebauchten Holzsäulen, die Brüstungen mit querrechteckigen Füllungen. Die Emporen sind bezeichnet mit 1787. Aus dieser Zeit auch der Altar und die Kanzel vor der nördlichen Längswand. Die auf der östlichen Empore befindliche Orgel aus der ersten Hälfte des 19. Jh. Kulturdenkmal aus geschichtlichen und städtebaulichen Gründen. | 1559                 | 133150 DDB |
| Fachwerkbau      | Fachwerkbau              | Hauptstraße 14 LageFlur: 22, Flurstück: 148/3                                                                              | Zweigeschossiger Fachwerkbau des 18. Jh., traufständig unmittelbar der Kirche gegenüber gelegen. Bemerkenswert sind die über beide Geschosse reichenden Ständer, sowie die aussteifenden Mannformen im Obergeschoss des östlichen Giebels mit den geschweiften Streben und den ebenfalls geschweiften Gegenstreben mit Nasen. Kulturdenkmal aus geschichtlichen und städtebaulichen Gründen. | 18. Jahrhundert      | 133149 DDB |
| Fachwerkgebäude  | Fachwerkgebäude          | Hauptstraße 26 LageFlur: 22, Flurstück: 40/3                                                                               | Am östlichen Ortsrand, an der Einmündung der Hindenburgstraße in die Hauptstraße markant gelegenes Fachwerkgebäude des 18. Jh., mit traufseitiger Erschließung. Das Erdgeschoss massiv erneuert, Obergeschoss im Giebel blechverkleidet. Im Obergeschoss der Traufseite sehr schönes Gefüge mit vollständigen Mannformen. Kulturdenkmal aus städtebaulichen Gründen. | 18. Jahrhundert      | 133151 DDB |
| Fachwerkbau      | Fachwerkbau              | Hindenburgstraße 5 LageFlur: 22, Flurstück: 37/1                                                                           | Kopfbau einer traufständigen Baugruppe, Fachwerkbau des 18. Jh. mit reich profilierten und geschnitzten Schmuckformen, wie etwa ein Klötzchenfries am Rahm und gut gestalteter Geschossversatz. Giebelseitig eine sehr schöne zweiflügelige Haustür aus dem frühen 19. Jh. Die beschriebenen Bauteile verleihen dem Bau geschichtliche Bedeutung. Kulturdenkmal aus geschichtlichen Gründen. | 18. Jahrhundert      | 133152 DDB |
| Villa mit Remise | Villa mit Remise         | Kalkwerk 1 LageFlur: 18, Flurstück: 49/3                                                                                   | Östlich von Bicken im Aartal gelegene Villa mit Remise. Sie wurde vor dem Ersten Weltkrieg von einem örtlichen Fabrikanten errichtet. Der Baukörper ist reich gegliedert mit schönem Erker nach Südwesten und vereinigt Haustein, Werkstein, Putz und Schiefer als Baumaterialien, wie es für die Entstehungszeit charakteristisch ist. Kulturdenkmal aus geschichtlichen und künstlerischen Gründen. | Anfang 20.           | 133156 DDB |
| Alte Schule      | Alte Schule              | Leipziger Straße 1 LageFlur: 22, Flurstück: 157/2                                                                          | Direkt am nördlichen Aarufer errichtetes neues Schulhaus von 1909, heute Sitz der Gemeindeverwaltung. Der Bau hebt sich durch Lage, Volumen, Materialdifferenzierung und Sonderformen wie den polygonalen verschieferten Erker zur Aar hin hervor. Kulturdenkmal aus geschichtlichen Gründen. | 1909                 | 133153 DDB |
| Hofanlage        | Hofanlage                | Leipziger Straße 7 LageFlur: 23, Flurstück: 7                                                                              | Zweiseitige Hofanlage; sowohl das dreigeschossige Wohngebäude als auch der zweigeschossige Scheunenbau mit Stall sind Fachwerkbauten des 18. Jh. von stattlichen Ausmaßen. Als mehrteiliger Hof im ansonsten vom Einhaus-Gehöft dominierten Dillgebiet von besonderer geschichtlicher Bedeutung. Kulturdenkmal aus geschichtlichen Gründen. | 18. Jahrhundert      | 133154 DDB |
| Fachwerkbau      | Fachwerkbau              | Wiesenstraße 2 LageFlur: 23, Flurstück: 13/3                                                                               | Zweigeschossiger barocker Fachwerkbau mit Krüppelwalmdach. Der über eine Freitreppe erschlossene Zugang wird von einem Querbau überdeckt, der von Holzsäulen mit blockhaftem Kapitell getragen wird. Der Zugang mit säulenartig gestalteten Pfosten und profiliertem Gesims, in der Kapitellzone der Pfosten Datierung: ANNO 1746. Kulturdenkmal aus geschichtlichen und künstlerischen Gründen. | 1746                 | 133155 DDB |

#### Ehemalige Kulturdenkmäler
| Bild            | Bezeichnung | Lage                                       | Beschreibung | Bauzeit | Objekt-Nr. |
| --------------- | ----------- | ------------------------------------------ | --- | ------- | ---------- |
| Bild gesucht BW | Scheunenbau | Hauptstraße 5 LageFlur: 22, Flurstück: 131 | Am westlichen Ortsrand gelegener ungewöhnlicher Scheunenbau: dem mit durchgehenden Ständern aufgeschlagenen unteren Teil wurde ein weiteres Geschoss aufgestockt; der Geschossversatz ist mit profilierter Schwelle, vorkragenden Balkenköpfen und Füllhölzern mit vorgelegtem geschuppten Stab – mittig durch zwei Perlen unterbrochen – versehen. Die Aussteifung erfolgt durch „Mannformen“. Kulturdenkmal aus geschichtlichen Gründen. |         | 133148     |

### Offenbach
| Bild                      | Bezeichnung               | Lage | Beschreibung | Bauzeit                     | Objekt-Nr. |
| ------------------------- | ------------------------- | --- | --- | --------------------------- | ---------- |
| Fachwerkgebäude           | Fachwerkgebäude           | Bahnhofstraße 5 LageFlur: 21, Flurstück: 144/2 | Kleines zweizoniges Fachwerkgebäude des 18. Jh. Der Bau liegt südlich des geschlossenen Ortskerns an der zur Aarbrücke führenden Bahnhofstraße und stellt ein wichtiges Bindeglied zwischen diesen beiden Bereichen dar. Kulturdenkmal aus geschichtlichen und städtebaulichen Gründen. | 18. Jahrhundert             | 133158     |
| Hofanlage                 | Hofanlage                 | Bahnhofstraße 14, Bahnhofstraße LageFlur: 21, Flurstück: 66/3, 68/2 | Zur Bahnhofstraße traufständige Hofanlage, bestehend aus dem Wohnhaus und der Scheune mit Stall; beide Bauten wohl zur gleichen Zeit um die Mitte des 18. Jh. errichtet. Ungewöhnlich ist die Hofform mit zwei unabhängigen Gebäuden mit gleicher Firstausrichtung. Kulturdenkmal aus geschichtlichen und städtebaulichen Gründen. | Mitte 18. Jahrhundert       | 133159     |
| Fachwerkbau               | Fachwerkbau               | Bahnhofstraße 19 LageFlur: 21, Flurstück: 46/2 | Von der Bahnhofstraße durch eine Stichgasse erschlossener Fachwerkbau der Zeit um 1700. Der Bau zeichnet sich durch sein weitgehend ursprünglich erhaltenes Obergeschoss aus. Besonders hervorzuheben ist die Traufseite mit einer Folge vollständiger, gedrungener Mannfiguren. Kulturdenkmal aus geschichtlichen Gründen. | Um 1700                     | 133160     |
| Fachwerkbau               | Fachwerkbau               | Brunnenstraße 8 LageFlur: 22, Flurstück: 61/1 | Traufständiger, von dort erschlossener, zweigeschossiger Fachwerkbau. Vom Typ vergleichbar mit Bahnhofstraße 19, zu datieren ebenfalls in die Zeit um 1700. Neben der eindrucksvollen Reihung der aussteifenden Mannformen profilierte Schwelle im Obergeschoss, leicht vorkragende Balkenköpfe und geschnitzte Füllhölzer. Der Bau hat in der Brunnenstraße auch straßenraumprägende Wirkung. Kulturdenkmal aus geschichtlichen und städtebaulichen Gründen. | Um 1700                     | 133161     |
| Bild gesucht BW           | Sachgesamtheit Eisenbahn  | Eisenbahn, Zwischen Kaltenbach, Untermühlweg, Unterm Hohenrain, Mühlgraben, In der Süßewies, In der Hainswies, In der Gebranntewies, Brückenwies, Bei dem Steg, Bahnhofstraße 1c, Bahnhofstraße, Aar (Gew II) LageFlur: 13, 14, 15, 18, 19, 31, 32, 33, Flurstück: 169/2, 69/3, 171/1, 419/86, 245/6, 255–258, 284, 298, 293/193, 399, 400, 73/1, 129/10, 205/5, 205/6, 205/8, 22/1 | |                             | 953325     |
| Gesamtanlage              | Gesamtanlage              | Gesamtanlage Historischer Ortskern Lage | Offenbach liegt auf dem nördlichen Hang des Aartals. Der Ortsgrundriss wird zunächst bestimmt von der in West-Ost-Richtung, parallel zur Aar verlaufenden Koblenzer Straße, von der aus das übrige Dorfgebiet zellenartig erschlossen wird. Der Ort zeichnet sich durch den Reichtum bäuerlicher Fachwerkbauten überwiegend des 18. Jhs. aus. Aus der gleichen Zeit stammen das am nördlichen Ortsrand gelegene Rathaus, das Schiff der im Kern mittelalterlichen Kirche und die Aartalbrücke. Der Ort vereinigt so auf einer bemerkenswerten Grundrissstruktur eine große Vielfalt unterschiedlicher Bautypen aus einheitlicher Entstehungszeit. Der Kernbereich Offenbachs wurde deshalb als Gesamtanlage aufgrund seiner geschichtlichen Bedeutung ausgewiesen. Kulturdenkmal aus geschichtlichen Gründen. | Überwiegend 18. Jahrhundert | 133157     |
| Fachwerkbau               | Fachwerkbau               | Hochstadt 13 LageFlur: 21, Flurstück: 17/2 | Giebelständiger Fachwerkbau des 18. Jh.; am Knick der Hochstadt zum Kirchberg in wichtiger städtebaulicher Lage. Kulturdenkmal aus städtebaulichen Gründen. | 18. Jahrhundert             | 133162     |
| Aarbrücke                 | Aarbrücke                 | In den Bleichwiesen, Aar (Gew II) LageFlur: 19, Flurstück: 390/233, 464 | Südlich des Ortes gelegene dreibogige Bruchsteinbrücke über die Aar mit Wellenbrechern, errichtet noch im 18. Jh. Die Brücke hat als Teil des Landausbaus technikgeschichtliche Bedeutung und ist deshalb Kulturdenkmal. Sie ist im Zusammenhang zu sehen mit den vergleichbaren Brücken im Aartal in Ballersbach und Herborn-Seelbach, ehemals auch in Bicken. Kulturdenkmal aus geschichtlichen Gründen. | 18. Jahrhundert             | 133168     |
| Fachwerkscheune           | Fachwerkscheune           | In der Gasse LageFlur: 22, Flurstück: 130/1 | Fachwerkscheune der Zeit um 1700, im Scheunentorsturz Inschrift: WAS DU KANNST HEUTE TUN, DAS SPARE NICHT AUF MORGEN VERTRAU DU DEINEM GOTT UND LASS DAS . . . SORGEN: SEID FLEISSIG IN BERUF UND GLAUB AN JESUM CHRIST, DER AN DEM HOLZ DES KREUZ FÜR DICH GESTORBEN IST. Darüber 1811 datierte Stipputzornamentik. Kulturdenkmal aus geschichtlichen Gründen. | 1811                        | 172312     |
| Fachwerkscheune           | Fachwerkscheune           | In der Gasse LageFlur: 22, Flurstück: 133/1 | Fachwerkscheune, im Scheunentorsturz Inschrift: DISER RAUM IST IM JAHR 1634 DURCH THEISSES EMANUELN DEN ISMERT AVE ERBAUT WORDEN. ARNOLT STEUBING WERCK MEISTER VON BICKEN HIEMIT C. Kulturdenkmal aus geschichtlichen Gründen. | 1634                        | 133163     |
| weitere Bilder            | Evangelische Kirche       | Kirchberg LageFlur: 22, Flurstück: 1/1 | Nördlich des Ortskerns gelegener, im Kern mittelalterlicher Bau. Im Osten hoher quadratischer Chorturm mit Giebeln über allen vier Seiten und Pyramidenhelm in Schiefer. Das sich anschließende Schiff aus barocker Zeit. Es hat eine flache Decke mit Vouten an den Längsseiten und umlaufende Emporen auf Stahlstützen. Der Triumphbogen zwischen Chor und Schiff wurde entfernt, über dem Altarraum befindet sich heute die Orgelempore. Kulturdenkmal aus geschichtlichen Gründen. | Mittelalter                 | 133165     |
| Altes Rathaus mit Brunnen | Altes Rathaus mit Brunnen | Kirchberg 12 LageFlur: 22, Flurstück: 7/2 | Fachwerkbau des 18. Jh., unterhalb des Kirchbergs gelegen. Traufseitig über zweiläufige Freitreppe erschlossen mit schöner Tür des frühen 19. Jh. Rähmbau mit reich profilierten Geschossversätzen, Eck- und Bundständer mit flach geschnitzten Rankenmotiven, die Eckständer zusätzlich mit Stab. Der östliche Giebel zeichnet sich durch den Reichtum der Zierformen in den Brüstungsgefachen aus. Der Bau ist Kulturdenkmal aufgrund seiner geschichtlichen, künstlerischen und städtebaulichen Bedeutung. Auf dem Platz südlich des Rathauses ein achteckiger gusseiserner Brunnen aus dem letzten Viertel des 19. Jh. Er ist Kulturdenkmal aufgrund seiner städtebaulich bedeutsamen Lage vor dem Rathaus. Kulturdenkmal aus geschichtlichen, künstlerischen und städtebaulichen Gründen.                | 18. Jahrhundert             | 133164 DDB |
| Fachwerkbau               | Fachwerkbau               | Koblenzer Straße 9 und 11 LageFlur: 21, Flurstück: 112/1, 113/1 | Fachwerkbau des 18. Jh., unterhalb des Kirchbergs gelegen. Traufseitig über zweiläufige Freitreppe erschlossen mit schöner Tür des frühen 19. Jh. Rähmbau mit reich profilierten Geschossversätzen, Eck- und Bundständer mit flach geschnitzten Rankenmotiven, die Eckständer zusätzlich mit Stab. Der östliche Giebel zeichnet sich durch den Reichtum der Zierformen in den Brüstungsgefachen aus. Der Bau ist Kulturdenkmal aufgrund seiner geschichtlichen, künstlerischen und städtebaulichen Bedeutung. Auf dem Platz südlich des Rathauses ein achteckiger gusseiserner Brunnen aus dem letzten Viertel des 19. Jh. Er ist Kulturdenkmal aufgrund seiner städtebaulich bedeutsamen Lage vor dem Rathaus. Kulturdenkmal aus geschichtlichen, künstlerischen und städtebaulichen Gründen.                | 18. Jahrhundert             | 133166     |
| Fachwerkbau               | Fachwerkbau               | Koblenzer Straße 13 LageFlur: 21, Flurstück: 106/2 | An der Einmündung der Brunnenstraße in die Koblenzer Straße städtebaulich bedeutsam gelegener, giebelständiger Fachwerkbau der Zeit um 1700. Eindrucksvoll die in Giebelmitte übereinanderstehenden Mannformen sowie das Spiel der geschweiften, mit Nasen besetzten Streben. Im obersten Giebeldreieck über der Kehlbalkenlage eine Rosette. Kulturdenkmal aus geschichtlichen, künstlerischen und städtebaulichen Gründen. | Um 1700                     | 133167     |